# Мемнон Чудотворац
Преподобни Мемнон чудотворац је хришћански светитељ. Од младости се предао посту и молитви. Хришћани верују да је толико себе очистио да је постао обиталиште Светога Духа. Према хришћанској традицији, исцељивао је неисцељиве болеснике, и чинио многа друга чуда. Јављао се на морским бурама, и спасавао бродове од пропасти. Умро је у II веку.
Српска православна црква слави га 29. априла по црквеном, а 12. маја по грегоријанском календару.